# Barber Cove
Die Barber Cove ist eine kleine, mit Felsen übersäte Bucht an der Nordküste Südgeorgiens. Sie liegt im östlichen Teil der Right Whale Bay zwischen dem Bluff Point und dem Craigie Point.
In Kartenmaterial der britischen Discovery Investigations aus dem Jahr 1930 ist sie als Scott Bay verzeichnet. Das UK Antarctic Place-Names Committee benannte sie dagegen 1963 nach dem Leading Seaman John M. Barber, der an Bord der Fregatte HMS Owen 1961 an der Vermessung des Gebiets um diese Bucht beteiligt war.